# Thinophilus delicatus
Thinophilus delicatus är en tvåvingeart som beskrevs av Van Duzee 1926. Thinophilus delicatus ingår i släktet Thinophilus och familjen styltflugor.
Artens utbredningsområde är Missouri. Inga underarter finns listade i Catalogue of Life.